# Amici più di prima
Amici più di prima è un film antologico di montaggio del 1976, che utilizza spezzoni di film diretti da Marino Girolami, Giovanni Grimaldi e Giorgio Simonelli.
Si tratta di un film articolato in sei episodi tratti da sei pellicole interpretate da Franco e Ciccio: I due mafiosi, Due mafiosi nel Far West, Due mafiosi contro Goldginger, Don Franco e don Ciccio nell'anno della contestazione, 2 mafiosi contro Al Capone, I 2 deputati.
Nei titoli di testa e di coda vengono utilizzate le canzoni Rido, cantata da Enzo Jannacci e Resta cu' mme, cantata da Marcella Bella.